# Bron-Yr-Aur
Bron-Yr-Aur är en akustisk låt av Led Zeppelin på albumet Physical Graffiti från 1975. Låten skrevs 1970 i en liten stuga i Bron-Yr-Aur (Wales) efter en krävande USA-turné inför albumet Led Zeppelin III. Den spelades väldigt sällan live. I konsertfilmen The Song Remains the Same spelas studioversionen av låten när bandet närmar sig Manhattan i limousine.